# Circonscription de Gullina
La circonscription de Gullina est une des 8 circonscriptions législatives de l'État fédéré de l'Afar. Elle se situe dans la Zone 4. Son représentant actuel est Hassen Abdela Ali.